# Brigata

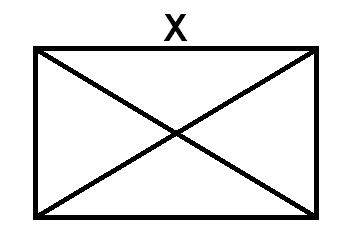
La brigata di fanteria secondo la simbologia NATO.

Il nome brigata indica un generico gruppo di persone, una compagnia che si è organizzata per un obiettivo o per un compito comune. Viene spesso usato nel gergo militare, come unità che comprende uno o più reggimenti, anche se vi sono anche altri concetti più estesi del significato, sempre legati al concetto di gruppo, cerchia, masnada, banda, cricca, ghenga, etc.

## Etimologia
Il termine deriverebbe dal celtico briga, forza, simili anche ai termini di origine sassone, il tedesco brechen e inglese break, entrambi col significato di rottura, irruzione, o genericamente un'azione compiuta con forza.

Gli usi di briga e brigata si diffusero dapprima in Francia (brigade) e poi in Italia, intorno al XII secolo, come sinonimo di gruppo, banda, fazione (soprattutto a Firenze), ma anche tafferuglio, lite, discussione, scaramuccia (da cui la frase attaccar briga), oppure anche di compito impegnativo, lavoro, incarico, missione (da cui le frasi prendersi la briga), o anche il verbo imbrigare, nel senso di coinvolgere o imbrogliare (come nella poesia S'i' fosse foco di Cecco Angiolieri). 

- brigante, generico nome dato a un furbo e scanzonato malvivente, spesso membro di una banda
- brigadiere, grado sottufficiale dell'Arma dei Carabinieri
- brigantino, antica imbarcazione, tipo veliero
- Brigata di cucina, gruppo di lavoro per attività culinarie
- Brigate Rosse, organizzazione terroristica italiana degli anni settanta
- Brigate Nere, reparto militare della Repubblica Sociale Italiana nel 1944
- Brigate Garibaldi, reparti armati partigiani della Seconda guerra mondiale
- Generale di brigata, in molte forze armate, non solo italiane, il primo grado degli ufficiali generali

## Storia militare
Brigata fu molto utilizzato per indicare vari gruppi in ambiente militare. In particolare, per brigade in Francia si intende un reparto militare di gendarmeria, mentre nell'esercito italiano questa unità è composta da almeno uno o più reggimenti.

### Italia
Le brigate del Regio Esercito italiano furono costituite nel 1861. Sciolte nel 1871, furono ricostituite dieci anni dopo, composte da due reggimenti, e impiegate nella prima guerra mondiale. Nel 1926 vennero riordinate su base ternaria. Furono soppresse nel 1939 alla vigilia della seconda guerra mondiale e i reggimenti vennero posti alle dirette dipendenze delle unità divisionali. Furono ricostituite nel 1944 nell'ambito dell'Esercito Cobelligerante Italiano.
Nell'Esercito Italiano il concetto di brigata ha subito nel tempo diverse evoluzioni nel secondo dopoguerra. Già nell'agosto 1946 le divisioni vennero sciolte e ricostituite come brigate.
Con la riforma ordinativa del 1975, che portò alla quasi totale scomparsa dei reggimenti, la brigata, che comprendeva diversi battaglioni monoarma, divenne principalmente un'articolazione pluriarma della divisione, eccetto le brigate alpine, che rimasero autonome (cioè non inquadrate in divisioni) e alle dipendenze del 4º Corpo d'Armata Alpino, e diverse brigate meccanizzate e motorizzate, che erano alle dipendenze delle Regioni Militari (soprattutto al Centro-Sud Italia).
Dall'inizio degli anni novanta l'Esercito Italiano ha avviato una nuova e profonda riforma strutturale non ancora totalmente compiuta nel 2006. Tale riforma ha portato alla scomparsa della divisione come livello ordinativo organicamente strutturato, mentre la brigata è diventata la principale articolazione del corpo d'armata.
A partire dal 1992 l'Esercito Italiano inizia inoltre a ricostituire i reggimenti. I nuovi reggimenti sono tuttavia diversi da quelli pre-1975, in quanto si tratta di unità monobattaglione (con qualche eccezione) e divengono a loro volta l'articolazione principale delle brigate.
Verso la fine degli anni novanta la brigata ha perso gran parte del suo significato operativo stante la diversità e la complessità dei compiti assegnati all'Esercito in un contesto internazionale mutevole, ma dagli anni 2000 è tornata a essere la principale struttura organica di riferimento, che viene integrata o modificata in funzione delle esigenze.
Per le specifiche operazioni dunque, la forza da inviare in teatro operativo viene costituita di volta in volta in relazione al compito assegnato, sulla base di un comando di brigata con alcune unità proprie (in genere un reggimento e alcune unità minori) e altre tratte da brigate diverse.

#### Esercito Italiano
Montagna
- Brigata alpina "Julia"
- Brigata alpina "Taurinense"

Cavalleria
- Brigata corazzata "Ariete"
- Brigata cavalleria "Pozzuolo del Friuli"

Aviotrasportate
- Brigata paracadutisti "Folgore"
- Brigata aeromobile "Friuli"

Fanteria 
- Brigata meccanizzata "Aosta"
- Brigata meccanizzata "Granatieri di Sardegna"
- Brigata meccanizzata "Pinerolo"
- Brigata meccanizzata "Sassari"
- Brigata bersaglieri "Garibaldi"

Trasmissioni
- Brigata RISTA - EW

Genio
- Brigata genio

#### Marina Militare
Nella Marina Militare le Grandi Unità riconducibili al rango di Brigata (comandate da un Contrammiraglio) sono:
- Brigata marina "San Marco"
- Comando delle Forze da Pattugliamento per la Sorveglianza e la Difesa Costiera (ComForPat)
- Comando delle Forze Aeree (ComForAer)
- Comando delle Forze Contromisure mine (ComForDrag)
- Scuola Sottufficiali

#### Aeronautica Militare
- 1ª Brigata aerea "operazioni speciali"
- 9ª Brigata aerea ISTAR-EW
- 4ª Brigata telecomunicazioni e difesa aerea
- 46ª Brigata aerea

#### Arma dei Carabinieri
- 1ª Brigata Mobile
- 2ª Brigata Mobile

#### Non attive
Brigate sciolte dell'Esercito Italiano
- 132ª Brigata corazzata "Manin" - 1986
- 31ª Brigata corazzata “Curtatone” - 1º novembre 1986
- 3ª Brigata meccanizzata “Goito” - 1º novembre 1991
- Brigata alpina "Orobica" - 27 luglio 1991
- 32ª Brigata corazzata "Mameli" - 1991
- Brigata meccanizzata "Brescia" - 27 luglio 1991
- Brigata corazzata "Vittorio Veneto" - 31 luglio 1991
- 3ª Brigata missili "Aquileia" - 30 novembre 1991
- Brigata meccanizzata "Gorizia" - 1996
- Brigata meccanizzata "Acqui" - 25 settembre 1996
- Brigata motorizzata "Cremona" - 15 novembre 1996
- Brigata meccanizzata "Legnano" - 31 dicembre 1997
- Brigata alpina "Cadore" - 31 gennaio 1997
- Brigata meccanizzata "Mantova" - 30 agosto 1997
- Brigata corazzata "Centauro" - 15 settembre 2000
- Brigata alpina "Tridentina" - 31 dicembre 2002

Brigate sciolte dell'Aeronautica Militare
- 1ª Aerobrigata intercettori teleguidati
- 36ª Brigata aerea interdizione strategica

### Stati Uniti d'America
Nell'Esercito degli Stati Uniti la brigata è un'unità composta da tre a sei battaglioni. È più piccola di una divisione ma poco superiore ad un reggimento. L'organico varia da 1500 a 4000 uomini. Ogni divisione dell'Esercito degli Stati Uniti aveva quattro brigate di manovra, alla fine degli 2010 ridotte per lo più a 3 (ma ci sono anche alcune divisioni che ne hanno 2), che possono essere:
- Stryker Brigade Combat Team: tipo di brigata che utilizza veicoli ruotati Stryker e che potrebbe essere definita fanteria motorizzata. Al suo interno sono presenti tre battaglioni di fanteria su Stryker, uno squadrone di cavalleria motorizzata, un battaglione d'artiglieria, uno di supporto e una compagnia comando.
- Heavy Brigade Combat Team: brigata con struttura altamente corazzata, è la forza corazzata primaria dell'Esercito e dentro i suoi battaglioni corazzati (organizzati in armi combinate) sono presenti carri M1 Abrams e M2/M3 Bradley. Al suo interno comprende due battaglioni ad armi combinate (carri e fanteria meccanizzata), uno squadrone di cavalleria corazzata, un battaglione d'artiglieria, uno di truppe speciali e uno supporto.
- Infantry Brigade Combat Team: questo tipo è caratterizzato da fanteria appiedata (cioè che non fa uso di veicoli), e può essere di fanteria leggera, aviotrasportabile o d'assalto aereo. Dentro ci sono due battaglioni di fanteria, uno squadrone di cavalleria su HMMWV, un battaglione d'artiglieria, uno di truppe speciali e uno di supporto.

Nel Corpo dei Marines invece le brigate vengono create appositamente per qualche missione e sono formate per spedizioni speciali, tipo una piccola Marine Expeditionary Force.
Di solito il comando di brigata spetta ad un colonnello, anche se alcune volte è un tenente colonnello a prenderlo.

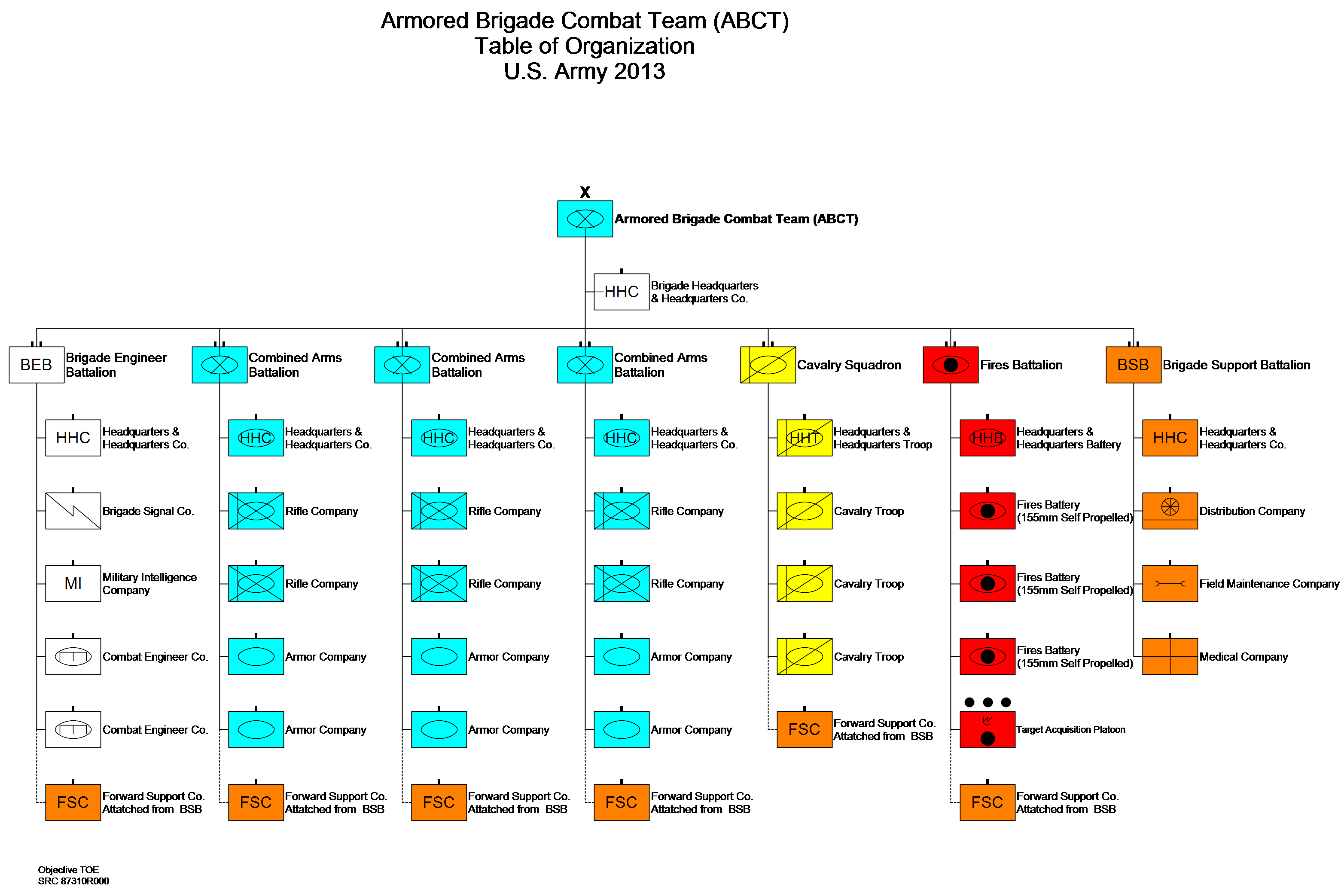
Organigramma di una Heavy Brigade Combat Team.
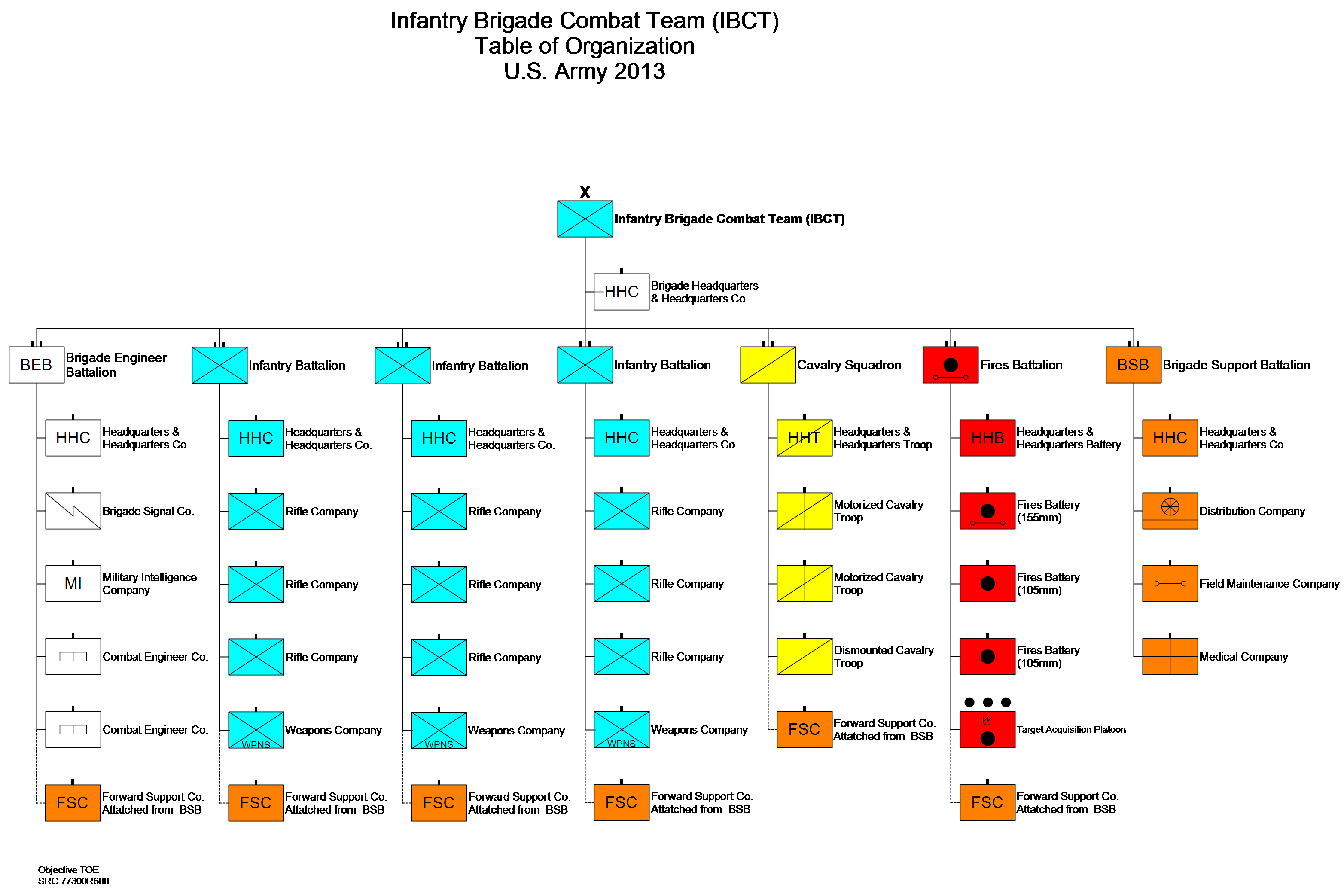
Organigramma di una Infantry Brigade Combat Team.
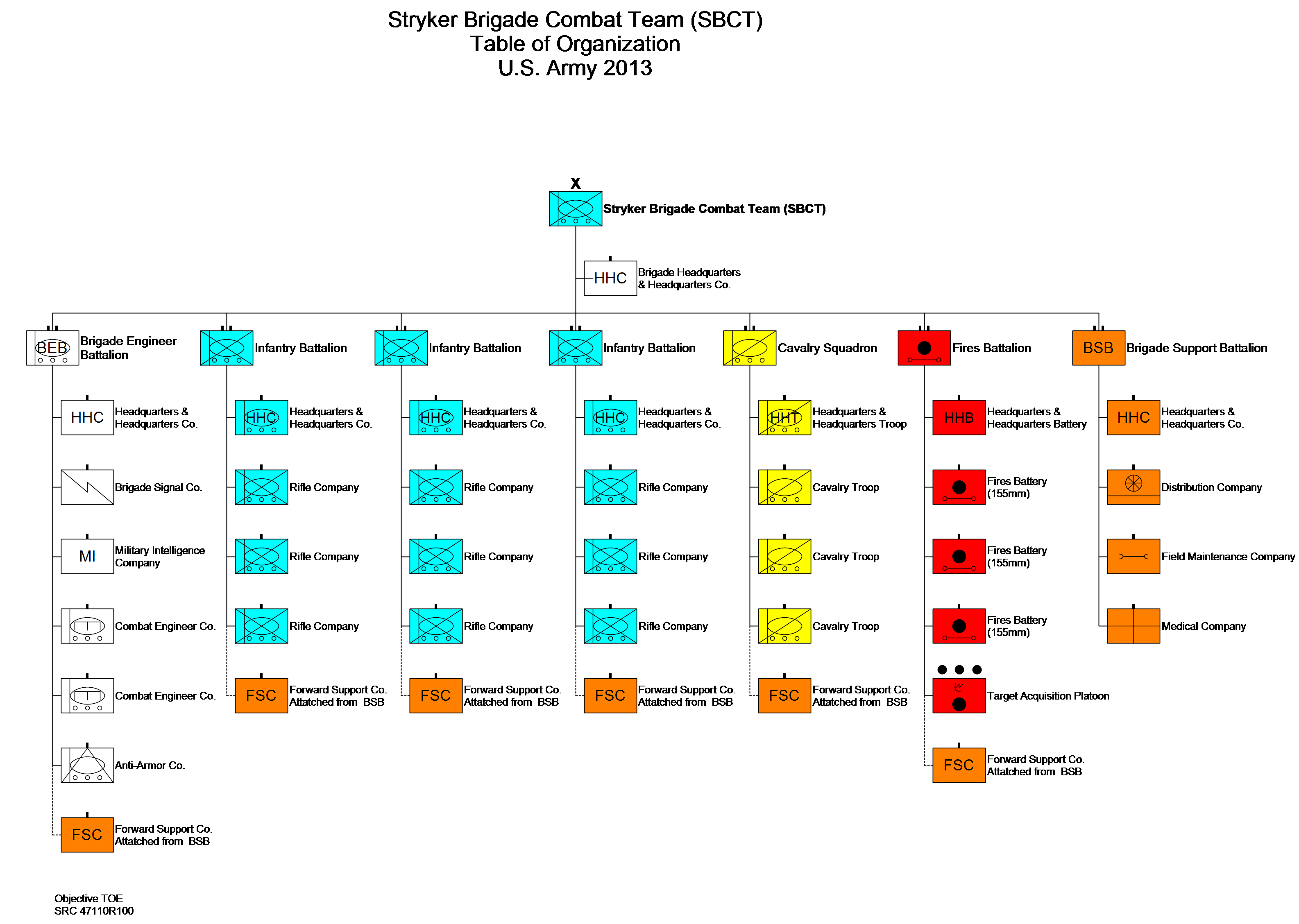
Organigramma di una Stryker Brigade Combat Team.